# Jacopo Piccinino
Jacopo Piccinino est un condottiere né en 1420 et mort en 1465. Il est le fils de Niccolò Piccinino.
Il succéda à son frère, Francesco Piccinino, comme général dans les troupes milanaises, rompit avec François Sforza lorsque ce dernier se fit proclamer duc de Milan (1450) et passa alors au service de Venise, qui l’employa à combattre Sforza. 
La paix ayant été signée entre les États de Venise et de Milan (1454), Piccinino forma une compagnie d’aventuriers, à la tête desquels il envahit le territoire de Sienne (1455), s’empara de plusieurs forteresses, laissa ses hommes se livrer à une licence effrénée, puis se mit successivement à la solde du roi de Naples Alphonse d’Aragon (1456), du duc d’Anjou, compétiteur de ce prince au trône de Naples, du successeur d'Alphonse, Ferdinand d’Aragon (1463), moyennant une pension de 90 000 florins d’or et la cession de divers territoires. Vers la même époque, le hardi condottiere épousa Drusiana, fille de François Sforza. 
Il était arrivé au sommet de la fortune, lorsque le roi de Naples, qui voulait se débarrasser de lui, l’appela dans cette ville, lui fit la plus brillante réception, puis donna tout à coup l’ordre de le jeter en prison avec son fils et de le mettre à mort.

## Source
« Jacopo Piccinino », dans Pierre Larousse, Grand dictionnaire universel du XIXe siècle, Paris, Administration du grand dictionnaire universel, 15 vol., 1863-1890 [détail des éditions].